# Bruce Rock
Bruce Rock is een plaats in de regio Wheatbelt in West-Australië. Het ligt 243 kilometer ten oosten van Perth, 67 kilometer ten noordnoordoosten van Corrigin en 50 kilometer ten zuiden van Merredin.

## Geschiedenis
Ten tijde van de Europese kolonisatie leefden de Njakinjaki Nyungah Aborigines in de streek. Door de zuidelijker levende Aborigines werden ze de Njagi genoemd en werd over hen verteld dat ze naakt liepen en een onverstaanbare taal spraken. Door de noordelijker levende Aborigines werden ze de Mudila genoemd, een denigrerende benaming die men gaf aan stammen die niet aan circumcisie of penissplijting (En: subincision) deden. In 1836 werd de streek door John Septimus Roe verkend.
In de jaren 1880 vestigden pastoralisten en sandelhoutsnijders zich in de streek rond Merredin. Toen in de jaren 1890 goud gevonden werd rondom  Southern Cross, Coolgardie en Kalgoorlie ontstond de nood aan vervoersmogelijkheden tussen Perth en de goudvelden. De Eastern Railway bereikte Northam in 1886, Southern Cross in 1894, Coolgardie in 1895 en Kalgoorlie in 1897. Het traject tussen Northam en Kalgoorlie werd de Eastern Goldfields Railway genoemd.
In 1913 werd een dorp gesticht aan de vertakking van de spoorweg tussen Narrogin en Merredin en de spoorweg tussen York en Quarading. Het dorp werd eerst Nunagin genoemd maar om verwarring met Narrogin of Nungarin te voorkomen veranderde de naam op 17 juni 1913 in Bruce Rock. Bruce Rock was de naam van een nabijgelegen ontsluiting, vernoemd naar John Rufus Bruce, een sandelhoutsnijder die zijn kamp ooit onderaan de rotsen had opgeslagen.
De eerste 31 kavels waren snel verkocht en 64 bijkomende kavels werden te koop aangeboden. Vanaf 1913 reeds werd post verzorgd vanuit Duggans winkel. Dat jaar werd ook het spoorwegstation geopend. Op 27 mei 1914 opende het Bruce Rock Hotel. Het betrof een door de overheid gerund hotel doordat John Scaddans Laborregering een beleid van 'staatssocialisme' voerde. Op 1 februari 1915 opende een school en op 25 juli 1917 een gemeenschapshuis. De Western Australian Bank die reeds van 1914 in Bruce Rock actief was opende haar nieuw bankgebouw op 23 mei 1921. Vanaf 17 juli 1922 werd de post vanuit een nieuw postgebouw verzorgt en in 1926 werd een elektriciteitscentrale geopend. Op 5 januari 1929 werd de Bruce Rock Road Board Office geopend.
In 1952 opende een nieuwe school, in 1955 werd een nieuw politie- en gerechtsgebouw gezet en op 8 november 1958 werd het zwembad dat als herdenkingsmonument aan de Tweede Wereldoorlog (WOII) was gebouwd door premier Albert Hawke geopend. Het staatshotel werd in 1959 geprivatiseerd; het werd tot 1979 verhuurd waarna het verkocht werd. In 1960 vestigde de Westbank zich in een nieuw gebouw en werd het oude bankgebouw aan de lokale overheid overgelaten die er een museum in vestigde. Vanaf 1945 was er een brandweerbrigade actief in Bruce Rock en in 1962 werd begonnen met de bouw van een brandweerstation. Op 21 augustus 1971 opende premier John Tonkin de nieuwe gebouwen voor de lokale overheid. Het spoorwegstation van Bruce Rock werd in 1975 door een nieuw gebouw vervangen. Van 1965 tot 1981 opereerde een openluchtcinema in Bruce Rock.

## 21e eeuw
Bruce Rock is het administratieve en dienstencentrum van het landbouwdistrict Shire of Bruce Rock. Het is een verzamel- en ophaalpunt voor de oogst van de graanproducenten uit de streek die bij de Co-operative Bulk Handling Group aangesloten zijn.
In 2021 telde Bruce Rock 742 inwoners tegenover 679 in 2006.
Bruce Rock heeft een gemeenschapscentrum (En: Community Resource Centre), een openbare bibliotheek, een zwembad, verscheidene sportfaciliteiten, een districtsschool, enkele kerken en een districtshospitaal.

## Toerisme
In Bruce Rock en omgeving zijn onder meer volgende bezienswaardigheden te bekijken:
- Bruce Rock Federation Amphitheatre & Sculpture Park, een amfitheater en een beeldenpark
- Ardath Hotel, een hotel uit 1925
- Bruce Rock Centenary Mosaic Pathway, een wandelpad langs 300 mozaïeken over de geschiedenis van het district
- Kokerbin Rock, de op twee na grootste monoliet in Australië
- Bruce Rock Museum & Machinery Museum, een streekmuseum en aan de overkant van de straat een landbouwmuseum
- Shackleton Bank, een zeer klein bankgebouw, gesloten sinds 1997, dat ook dienst deed als luchtobservatiepost tijdens WOII en als kinderopvang
- Granite Way, een 60 kilometer lange toeristische autoroute langs verscheidene rotsformaties
- Pathways to Wave Rock, een toeristische autoroute door de regio Wheatbelt

## Transport
De Great Eastern Highway kan vanuit Bruce Rock via de Bruce Rock-Merredin Road of de Brice Rock-Doodlakine Road bereikt worden.

## Klimaat
Bruce Rock kent een koud steppeklimaat, BSk volgens de klimaatclassificatie van Köppen. De gemiddelde jaarlijkse temperatuur bedraagt 17,4 °C en de gemiddelde jaarlijkse neerslag ligt rond 318 mm.

## Galerij

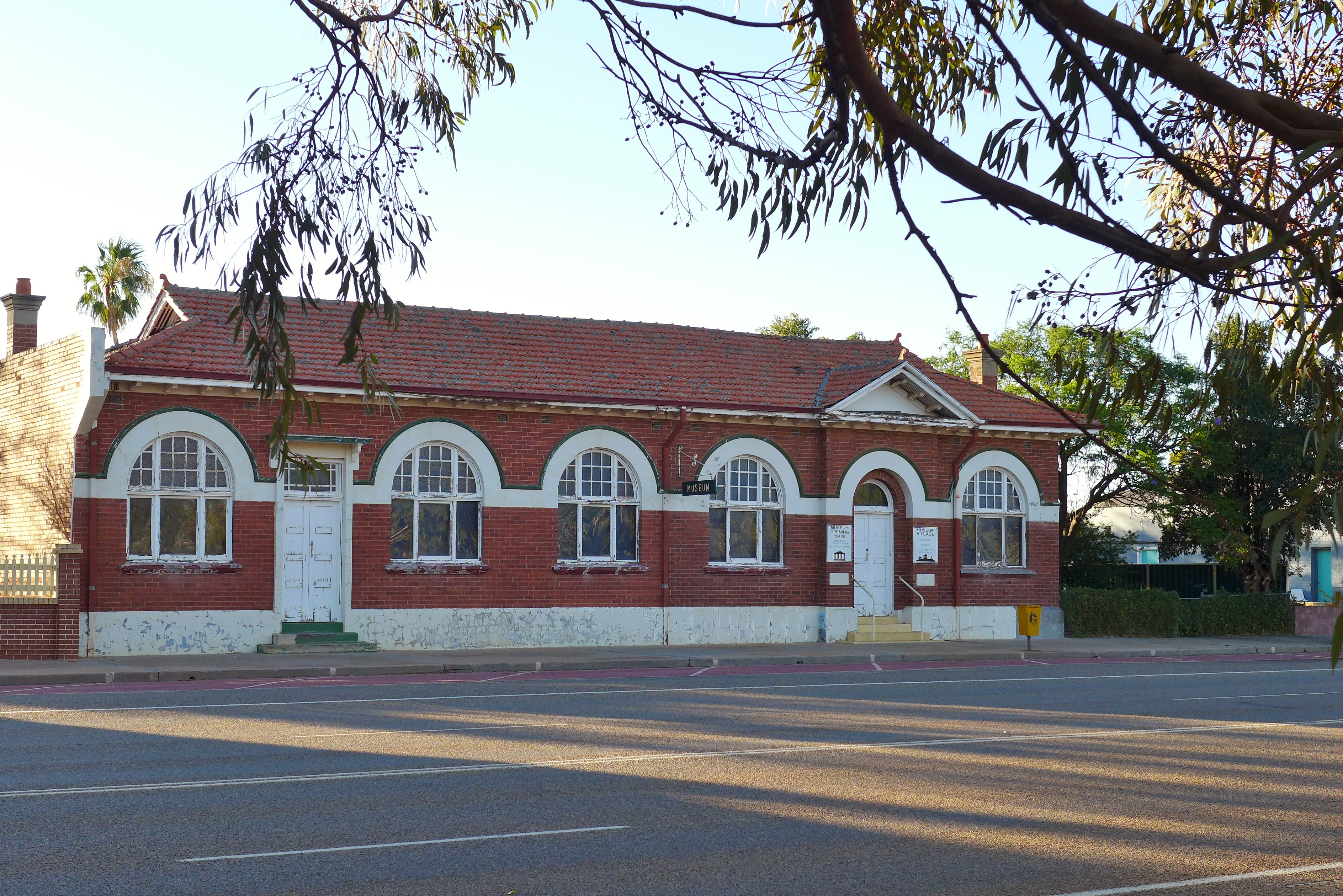
Bruce Rock museum
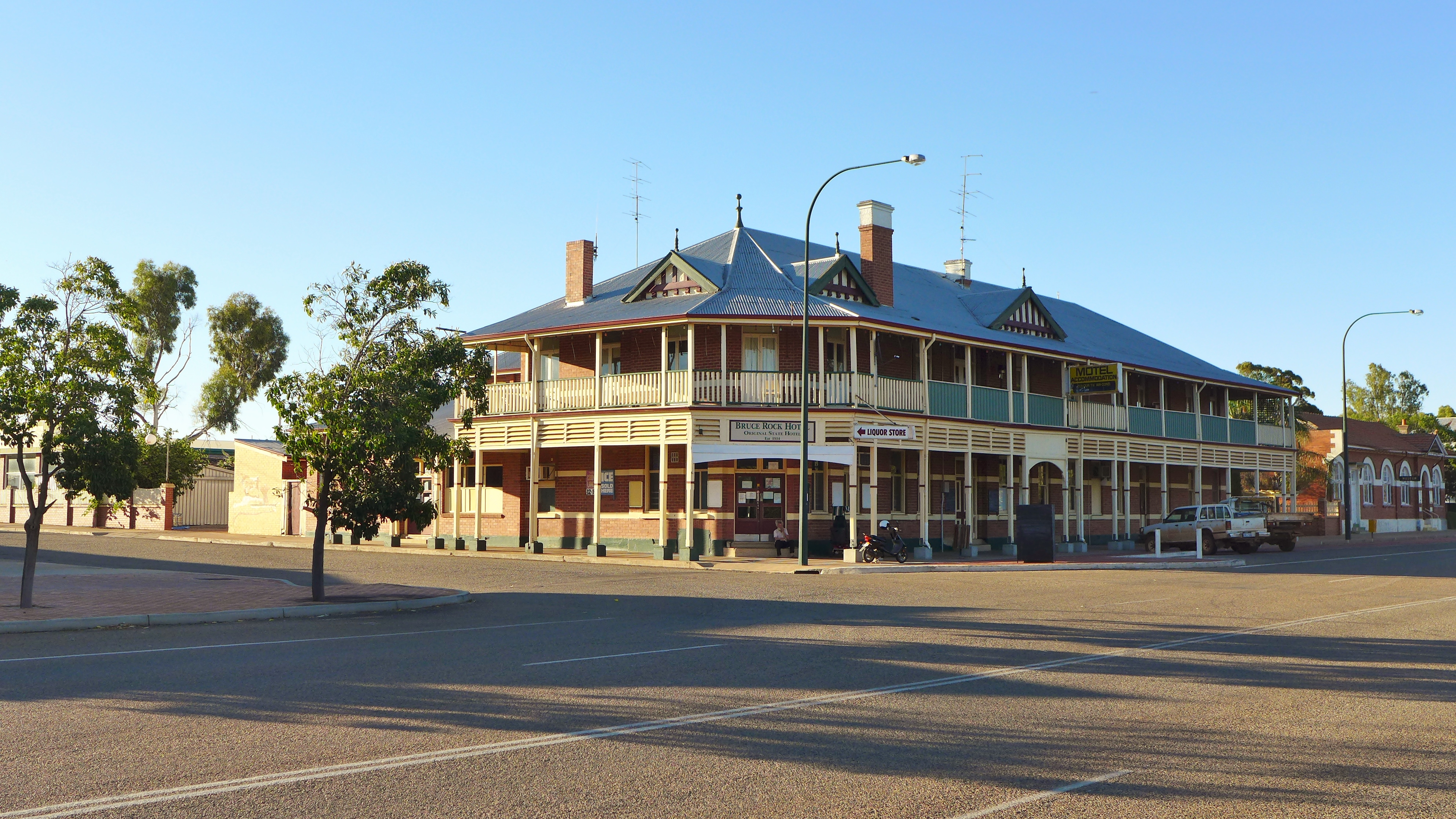
Bruce Rock hotel
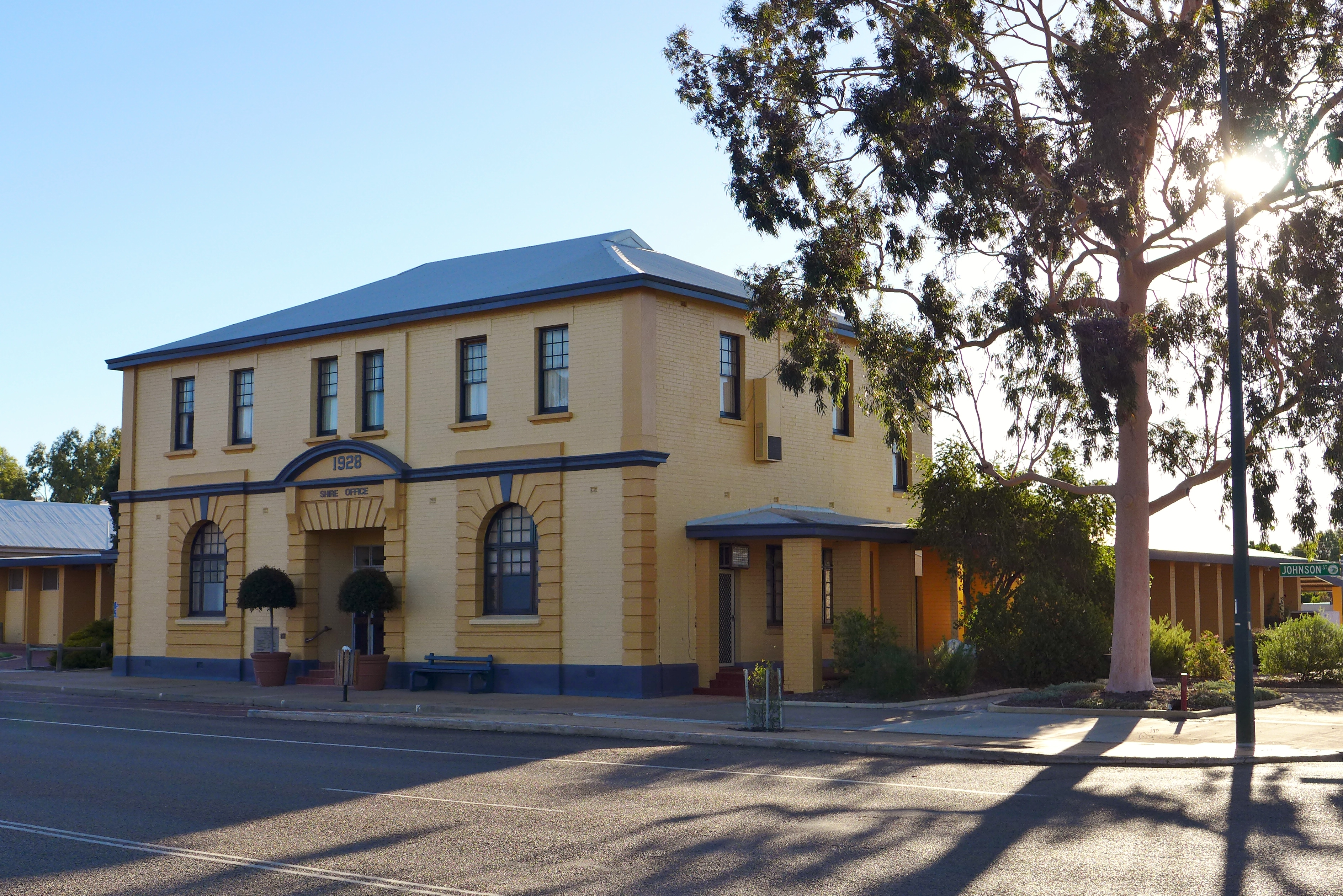
kantoren Shire of Bruce Rock
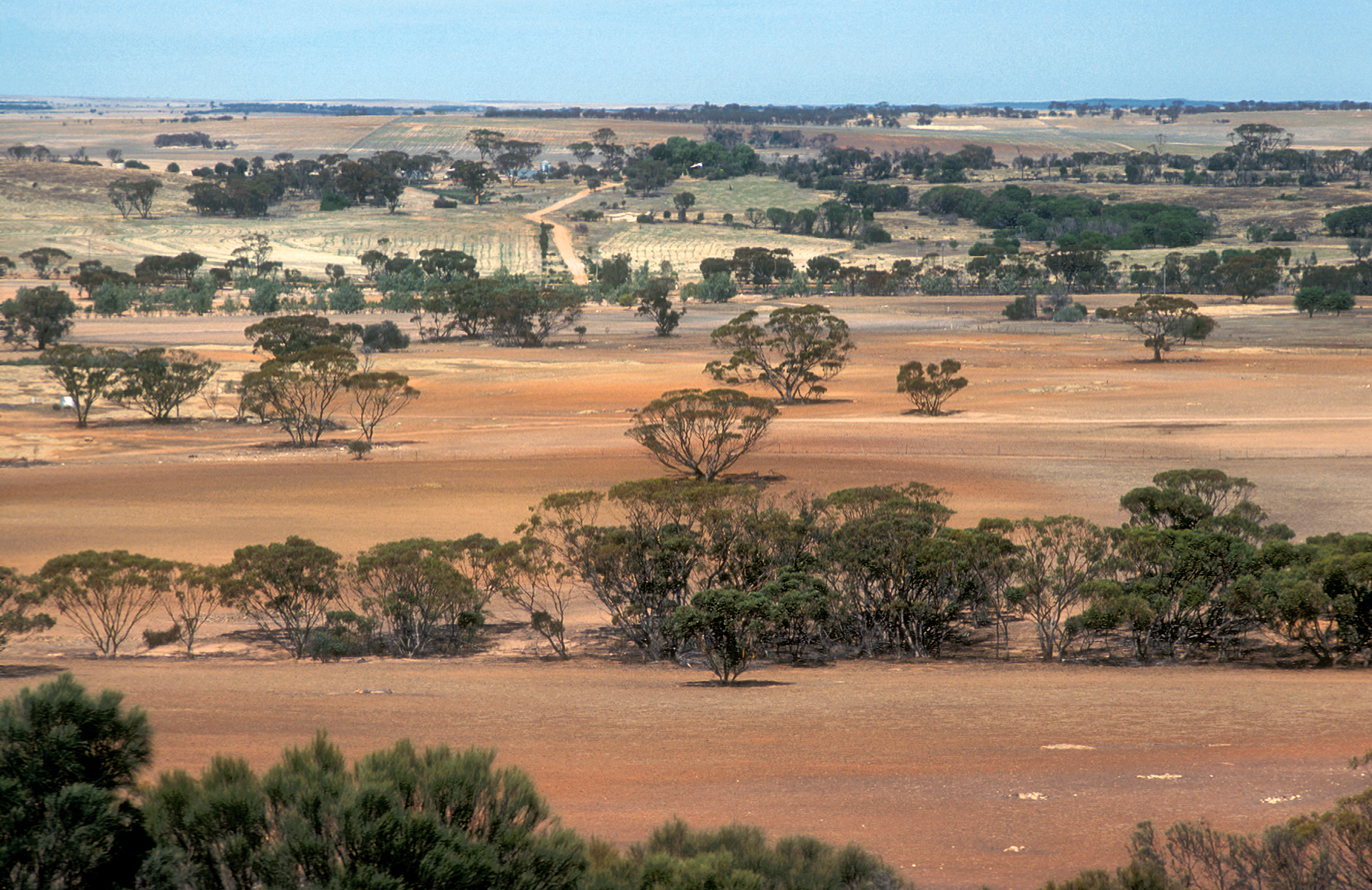
landbouwareaal nabij Bruce Rock
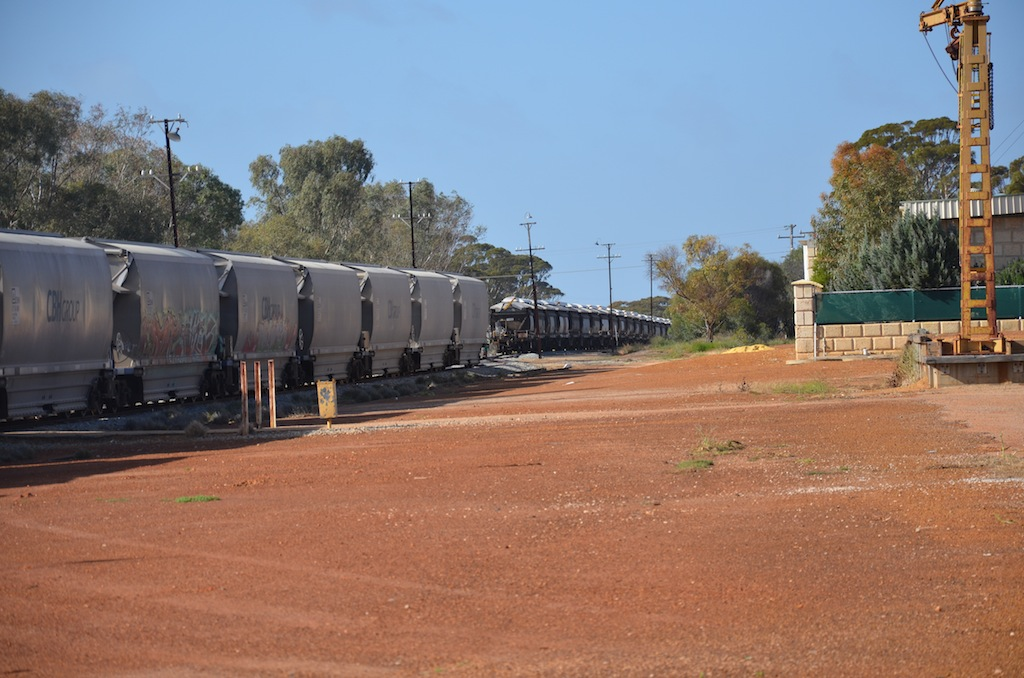
spoorwegemplacement van Bruce Rock

Aldersyde · Amery · Ardath · Arthur River · Baandee · Babakin · Badgingarra · Badjaling · Bailup · Bakers Hill · Balkuling · Ballaying · Ballidu · Beacon · Beenong · Beermullah · Bejoording · Belka · Bencubbin · Bendering · Benjaberring · Beverley · Bilbarin · Bindi Bindi · Bindoon · Bodallin · Bolgart · Bonnie Rock · Boolading · Booraan · Brookton · Bruce Rock · Bullaring · Bullfinch · Bulyee · Bungulla · Buntine · Burakin · Burracoppin · Cadoux · Calingiri · Campion · Caraban · Carrabin · Cataby · Cervantes · Chandler · Chittering · Clackline · Cold Harbour · Congelin · Coomberdale · Copley · Corrigin · Cowcowing · Crossman · Cuballing · Culbin · Cunderdin · Dalwallinu · Dandaragan · Dangin · Darkan · Dattening · Dongolocking · Doodlakine · Dowerin · Dudinin · Dumbleyung · Duranillin · Dwarda · Ejanding · Elabbin · Erikin · Gabbin · Gingin · Goomalling ·  Grass Valley · Greenhills · Guilderton · Gwambygine · Harrismith · Highbury · Hines Hill · Holt Rock · Hyden · Jelcobine · Jennacubbine · Jennapullin · Jitarning · Jurien Bay · Kalannie · Karlgarin · Kellerberrin · Kondinin · Kondut · Koojan · Koolyanobbing · Koorda · Korbel · Korrelocking · Kukerin · Kulin · Kulja · Kulyaling · Kunjin · Kununoppin · Kweda · Kwelkan · Kwolyin · Lancelin · Lake Brown · Lake Grace · Lake King · Ledge Point · Manmanning · Marvel Loch · Meckering · Meenaar · Merredin · Miling · Minnivale · Mogumber · Mokine · Moodiarrup · Mooliabeenee · Moora · Moorine Rock · Moorumbine · Moulyinning · Mount Hardey · Mount Kokeby · Mount Walker · Muchea · Mukinbudin · Muntadgin · Nalya · Nangeenan · Narembeen · Narrogin · New Norcia · Newdegate · Nilgen · Nokaning · North Bannister · Northam · Nukarni · Nungarin · Pantapin · Piawaning · Piesseville · Pingaring · Pingelly · Pithara · Popanyinning · Quairading · Quindanning · Regans Ford · Seabird · Shackleton · Southern Cross · Spencers Brook · Tammin · Tincurrin · Toodyay · Trayning · Varley · Wagin · Walebing · Walgoolan · Wandering · Wannamal · Watheroo · Welbungin · West Dale · West Toodyay · Westonia · Wialki · Wickepin · Wilbinga · Williams · Wongan Hills · Woodridge · Wubin · Wundowie · Wyalkatchem · Yealering · Yelbeni · Yellowdine · Yilliminning · Yerecoin · York · Yorkrakine · Yornaning · Yoting · Youndegin